# The Janoskians
The Janoskians (siglas de “Just Another Name Of Silly Kids In Another Nation”) são um grupo cômico de Melbourne, Austrália, que se tornaram famosos com seus vídeos no YouTube. Composta originalmente  por Daniel Sahyounie, James yammouni, Beau Brooks e seus irmãos Jai Brooks, Luke Brooks. James não é mais um componente do grupo. Seus vídeos consistem principalmente nos cinco membros fazendo brincadeiras, pregando peças no público desavisado ou em uns aos outros. Atualmente, todos vivem em Los Angeles.
Seus fãs são conhecidos como 'Janoskianators".  Eles já tiveram sua segunda turnê, "Got Cake Tour" e em 21 de Março de 2015, realizaram um show chamado de Janofest em Londres.
Eles não são considerados uma banda[carece de fontes?], mas tem singles: “Set This World On Fire” (2012), “Best Friends” (2013), “Real Girls Eat Cake” (2014), “This F*cking Song” (ou “This Freaking Song” na versão clean)(2014), “That’s What She Said” (2014), "Would U Love Me" (2015), "L.A. Girl" (2015) e "Mood Swings" (2015).

## Carreira
Os Janoskians começaram a postar vídeos no Youtube em Julho de 2011. Em 31 de março de 2012, o grupo agendou um meet and greet com seus fãs no parque temático Luna Park, em Melbourne. O evento teve que ser cancelado quando inesperadamente uma grande multidão apareceu. Enquanto em Perth, Austrália Ocidental, o grupo agendou um meet and greet no centro comercial Westfield Whitford City em 7 de julho de 2012. O eventou atraiu 3.000 adolescentes, que se reuniram com o grupo e receberam autógrafos. Muitos fãs chegaram cedo e acamparam para garantir que eles tivessem a oportunidade de conhecer os integrantes.
Em 2012, The Janoskians assinaram um contrato com a Sony Music Australia. O primeiro single, "Set This World on Fire", co-escrita por Beau Brooks, foi lançada em Setembro de 2012 no canal dos Janoskians no YouTube, primeiro apenas com o áudio, e mais tarde com um vídeo "não oficial".Eles encorajaram seus fãs a criar seus próprios vídeos para a canção.
No final de 2012, o grupo produziu um show na web de oito episódios para a MTV Australia intitulado The Janoskians: MTV Sessions. O show foi enviado para o site da MTV Austrália durante 8 semanas.
"Set This World on Fire" tomou a posição de número 19 no Australian Singles Chart, e também chegou ao top 30 na Nova Zelândia e Top 100 no Reino Unido. E o single "Best Friend" alcançou o número 30 na Austrália e, também, teve uma boa audiência em países como a Nova Zelândia, Países Baixos e Reino Unido. Os Janoskians agendaram um meet and greet na loja Wet Seal no Beverly Center, em Los Angeles, em 13 de Outubro de 2013. O grupo esperava apenas algumas centenas de pessoas, mas quando milhares de fãs apareceram, o evento teve de ser cancelado e o shopping foi evacuado. 

### 2014–Presente
Em 22 de fevereiro de 2014, os Janoskians organizaram um meet-up na Times Square, Nova Iorque. 20.000 mil fãs foram, esperando o grupo começar o meet e dar os autógrafos. A polícia fechou a 7th Avenue na 43rd Street por várias horas e empurrou o grupo a Foxwoods Theater, deixando muitos fãs desapontados. 
Lionsgate anunciou em Maio de 2014 que tinha assinado um acordo com o Janoskians para o lançamento de um filme com eles.
"This F*ckin Song" foi anunciada em 2014. A versão limpa da música, para rádio, também foi lançada "The Freaking Song". Ambos foram lançados em 29 de julho de 2014 pela Republic Records, uma divisão da UMG Recordings. Isto foi seguido por um outro novo lançamento intitulado "That's What She Said" em 2014 e "LA Girl", em 2015.

## Membros

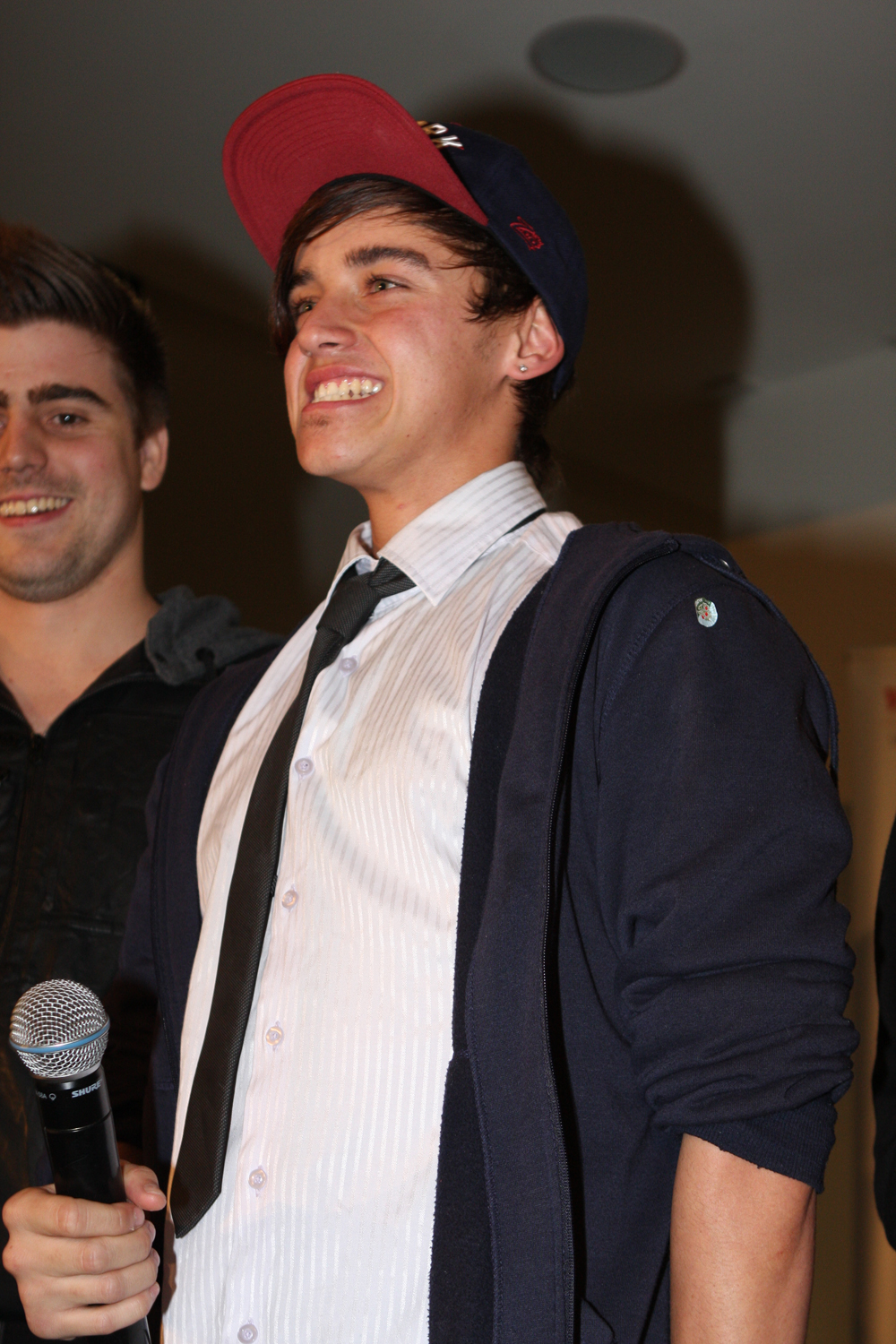
Beau Brooks.

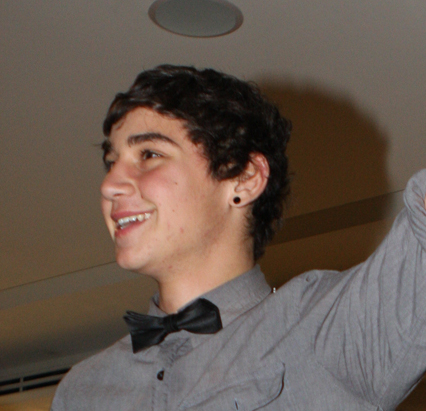
Jai Brooks.

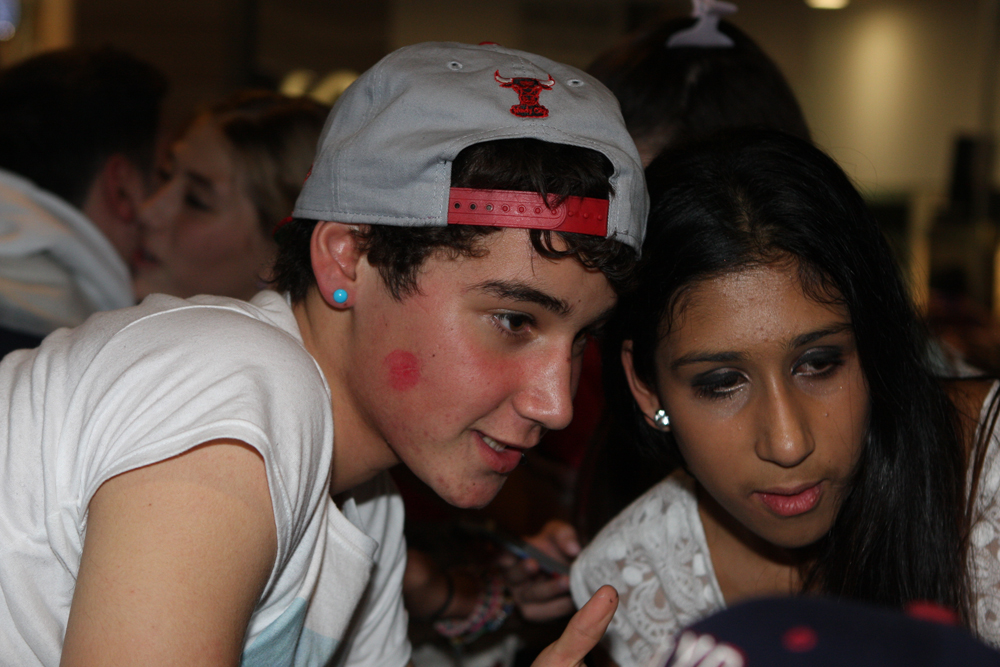
Luke Brooks.

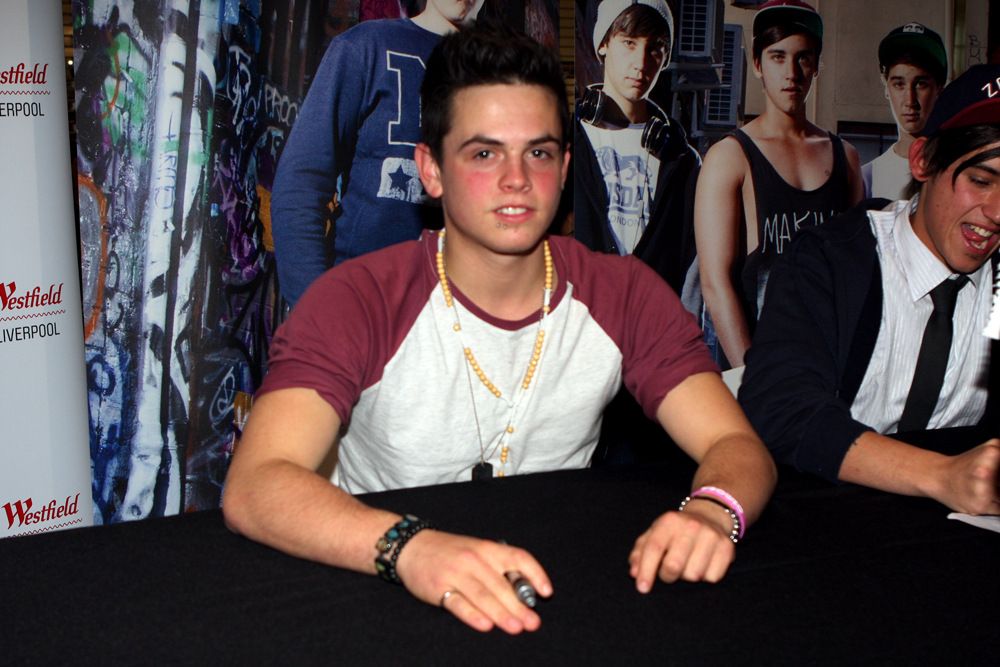
Daniel Sahyounie.

- Beau Peter Brooks, nascido em 31 de Julho de 1993
- Jaidon Domenic Matthew "Jai" Brooks, nascido em 3 de Maio de 1995
- Luke Anthony Mark Brooks, nascido em 3 de Maio de 1995
- Daniel John"Skip" Sahyounie, nascido em 31 de Outubro de 1994
- James Anthony Yammouni, nascido em 27  de Fevereiro de 1996. Em 2016 saio do grupo.

Três deles são irmãos, Jai e Luke são gêmeos e Beau é o irmão mais velho. Beau e Daniel terminaram o ensino médio, só Luke, Jai e James que resolveram focar-se apenas no grupo.

## Popularidade Online
Em Fevereiro de 2015, o canal do YouTube do grupo chega em mais de 1,8 milhões de inscritos. Além de seu canal principal, "Janoskians", eles têm três outros canais adicionais onde são postados regularmente vídeos: "Janoskians Blog", onde geralmente são postados comunicados ou atualizações; "DareSundays", voltado para desafios e "TwinTalkTime", canal voltado para os gêmeos, Jai e Luke Brooks.  Os Janoskians também creditam o Twitter e o Facebook para o seu sucesso; Cada membro do grupo tem mais de um milhão de seguidores no Twitter, e todos eles o usam, juntamente com o Facebook, para interagir regularmente e diretamente com seus fãs.
O primeiro vídeo foi enviado em setembro de 2011. Seus primeiros vídeos foram inicialmente destinada a ser uma maneira de mostrar as suas brincadeiras para seus amigos, mas como o passar do tempo, eles se tornaram populares entre o público em geral. Em uma entrevista, um membro disse que seu vídeo,  "Awkward Train Situations" foi o começo de tudo.

## Crítica
Os Janoskians foram criticados por seu comportamento imprudente, perigoso e juvenil, empurrando seus limites muito longe. O comentarista Prue MacSween declarou que: "Seu ato - se você pode chamar assim - é tão juvenil, e eu acho realmente irresponsável. É impressionante o poder da internet agora. Diz-lhe apenas que esta audiência global pode ser viral e, de repente, ninguéns com muito pouco talento podem ser conhecidos pelo mundo."Os meninos negam que eles estejam sendo modelos ruins, argumentando que todo mundo percebe que é tudo um ato, e em defesa das críticas, eles disseram:
"É o que nós queremos fazer. Queremos ampliar as fronteiras, nós só queremos ver as reações das pessoas. Cada pessoa com quem nós fazemos isso, dizemos: 'desculpe isso é o que nós fazemos, isto é o objetivo' e eles ficam bem com isso. Se eles não gostam, nós não fazemos. Somos crianças normais. Os clipes são apenas um ato no final do dia, apenas entretenimento".
The Janoskians usou o Twitter para zombar Prue MacSween pelos seus comentários, abrindo-se a conta no Twitter 'Prune McSwineflu' (MsMcSwineflu) que depois virou personagem de uma paródia em um de seus vídeos no YouTube. 

## Discografia

### Álbuns/EPs
| "Would U Love Me" - Tipo: EP - Lançado em: 2 de Março de 2015 - Gravadora: Republic Records (Divisão da UMG Recordings) | \| Nº \| Título \| Duração \| \| \| 1. \| "Would U Love Me" \| 3:00 \| \| \| 2. \| "MoodSwings" \| 2:59 \| \| \| 3. \| "L.A. Girl" \| 3:28 \| \| \| 4. \| "Real Girls Eat Cake" \| 2:51 \| \| |         |  |
| Nº | Título | Duração |  |
| 1. | "Would U Love Me" | 3:00    |  |
| 2. | "MoodSwings" | 2:59    |  |
| 3. | "L.A. Girl" | 3:28    |  |
| 4. | "Real Girls Eat Cake" | 2:51    |  |

### Singles
| 2012                                                                 | "Set This World on Fire"                | 19 | —  | 23 | 91                | Singles sem álbum    |
| 2013                                                                 | "Best Friends"                          | 30 | 83 | 35 | 58                | Singles sem álbum    |
| 2014                                                                 | "Real Girls Eat Cake"                   | 63 | —  | —  | 37                | Would U Love Me - EP |
| 2014                                                                 | "This Freakin Song"/ "This Fuckin Song" | —  | —  | —  | —                 | Singles sem álbum    |
| 2014                                                                 | "That's What She Said"                  | —  | —  | —  | —                 | Singles sem álbum    |
| 2015                                                                 | "LA Girl"                               | —  | —  | —  | —                 | Would U Love Me - EP |
| "MoodSwings"                                                         | —                                       | —  | —  | —  |                   | Would U Love Me - EP |
| "Would U Love Me"                                                    | —                                       | —  | —  | —  |                   | Would U Love Me - EP |
| "Friend Zone"                                                        | —                                       | —  | —  | —  | Singles sem álbum |                      |
| "Teenage Desperate"                                                  | —                                       | —  | —  | —  | Singles sem álbum |                      |
| "All I Want 4 Christmas"                                             | —                                       | —  | —  | —  | Singles sem álbum |                      |
| 2013                                                                 | "Love What You Have"                    | —  | —  | —  | —                 | Singles sem álbum    |
| "—" Denota um "single" que não entrou no gráfico ou não foi lançado. |                                         |    |    |    |                   |                      |